# Jamesbrittenia calciphila
Jamesbrittenia calciphila är en flenörtsväxtart som beskrevs av O.M. Hilliard. Jamesbrittenia calciphila ingår i släktet Jamesbrittenia och familjen flenörtsväxter. Inga underarter finns listade i Catalogue of Life.